# Harry og Bahnsen
Harry og Bahnsen var en dansk reklamefilm for DSB, der blev vist fra 2000 til 2011. I reklamefilmen optrådte den lilla dukke Harry (med stemme af Søs Egelind) sammen med sin kollega og ven Bahnsen (Søren Pilmark).
Harry var inkarneret bilist og ret glad for sin brune Taunus, mens Bahnsen var mere glad for at køre i tog.
Selvom Harry var en lilla dukke med en markant frisure af rødt garn, var der ingen, der lod til at lægge mærke til det.
Reklameuniverset med Harry og Bahnsen var skabt af reklamebureauet Bates Y&R og filmselskabet BSL for DSB. Det vandt flere priser og var mange gange kåret til ugens bedste tv-reklame "Den glade seer".
Holdet bag reklamefilmene var stort set det samme gennem alle årene. Det gjaldt også for instruktør Kenneth Kainz, der instruerede alle 90 film. En af hovedbagmændene bag Harry-universet var kreativ direktør Ib Borup fra Bates Y&R.
Selve Harry-dukken, der på trods af sine Muppets-lignende træk ikke har noget med denne serie at gøre, var designet i Danmark af Henrik Bo Jensen, der solgte Harry til DSB for kun 25.000 kr., mens han færdiggjorde sin uddannelse på Designskolen i Kolding. Selve dukken blev produceret i Canada og blev styret af den canadiske dukkefører Matt Ficner fra 2001-2004 og sidenhen af den ligeledes canadiske dukkefører Bob Stutt. Sidstnævnte var blandt andet dukkefører i Fragglerne.
I 2003 udkom spillet Uden at prale - det er Harry fra selskabet Titoonic med originale stemmer af Søs Egelind.
Der blev udgivet en del merchandise med Harry, heriblandt Harry-dukker, nøgleringe og postkort.
I 2010 fyldte Harry 10 år, og i de år var "Den brune bisse", "Oraaaange" og "Klart klart" blevet en integreret del af det danske sprog, og den lille lilla dukke blev nærmest synonym med DSB.[kilde mangler]
I november 2011 meddelte DSB, at der ikke ville komme flere reklamefilm med Harry og Bahnsen.
I maj 2023 dukkede Harry dog alligevel ganske kortvarigt op i en reklamefilm for DSB. Reklamefilmen var en af flere i en serie med fokus på at tog er en bæredygtig og klimavenlig transportform.

## Medvirkende
| Rolle       | Skuespiller     |
| ----------- | --------------- |
| Harry       | Søs Egelind     |
| Bahnsen     | Søren Pilmark   |
| Solvej      | Søs Egelind     |
| Fru Bahnsen | Søren Pilmark   |
| Hr. Bahnsen | Søren Pilmark   |
| Stemmen     | Ellen Hillingsø |